# The Girl of My Best Friend
The Girl of My Best Friend ("La novia de mi mejor amigo") es una canción del estilo balada grabada por Elvis Presley para su álbum Elvis Is Back! de 1960. La composición de la misma estuvo a cargo de Beverly Ross y Sam Bobrick. RCA editó la canción coimo disco sencillo en el mercado europeo, junto  A Mess Of Blues,  la que sería incluida en el álbum Elvis Is Back! en su reedición de 1999. The Girl of My Best Friend entró en las listas del UK Singles Chart logrando posicionarse durante varias semanas en el Top 10.  Por otro lado, el sencillo alcanzó el puesto # 47 de la lista de los 50 sencillos más vendidos de Elvis en el Reino Unido.

## Grabación
Apenas regresara a los Estados Unidos de cumplir su segundo año de milicia en Alemania, tras un breve descanso, poco tiempo pasó para que Elvis ingresara nuevamente a grabar a un estudio.  Las grabaciones comenzarían en marzo de 1960 donde Elvis viajó al legendario estudio B de la RCA en Nashville, Tennessee, junto a D. J. Fontana y Scotty Moore en un bus privado desde Memphis para reunirse allí con el resto de los músicos. Allí el estudio B ya estaba preparado con tres grabadoras de cinta, junto al nuevo jefe el ingeniero a cargo del recinto de la RCA Bill Porter.
Fue al mes siguiente, durante las sesiones de grabación del 3 y 4 de Abril que Presley registró The Girl of My Best Friend Además de D. J. Fontana, el percusionista Buddy Harman también participó en algunas tomas alternativas.  

### Músicos
- Elvis Presley - voz y guitarra acústica rítmica
- Hank Garland - guitarra eléctrica
- Scotty Moore - guitarra eléctrica
- Bob Moore - bajo
- Floyd Cramer - piano
- D. J. Fontana - batería
- The Jordanaires - coros

## Letra
La letra habla acerca de la atracción y admiración que siente un joven por la novia de su mejor amigo al punto de magnificar cada ínfimo detalle de lo que ella hace, como la forma en que habla y camina, hasta que llega a enamorarse de ella, lo que lo lleva a situarse en una posición netamente comprometida porque siente unos irrefrenables deseos de tomarla en sus brazos y decirle cuanto la ama, pero no soportaría la idea de que ella se vuelva frenética y le diga a su novio lo que ocurrió, lo que llevaría al comprometido joven a perder a ambos, tanto a su mejor amigo como a la mujer que lo atormenta. La canción deja un final abierto sobre la situación que atraviesa el joven, preguntándose si alguna vez va a terminar todo ese asunto en el que se ve envuelto. 
The way she walks
The way she talks
How long can I pretend
Oh I can't help it I'm in love
With the girl of my best friend

Her lovely hair
Her skin so fair
I could go on and never end
Oh, I can't help it I'm in love

With the girl of my best friend

## Arte de tapa
Dependiendo de las ediciones, el arte de las portadas varió, algunas veces sin relación alguna al período en que Elvis grabase la canción, no obstante en todos se mantuvieron las imágenes de Presley en un primer plano. La edición inglesa de 1976 del sencillo tuvo por carátula una fotografía correspondiente a las imágenes de la película The Trouble With The Girls de 1969  con Presley ataviado con un traje y corbata blancos y camisa celeste. 
En la edición española del sencillo, la carátula tenía una imagen de Presley con el cabello aún corto y sin patillas de su etapa en el servicio militar, la misma que fuera usada previamente en su álbum compilado 50,000,000 Elvis Fans Can't Be Wrong, mientras que en una edición holandesa del sencillo la portada llevaba una imagen de Presley durante su concierto vía satélite Aloha From Hawaii.

## Listas
| Listas           | Año  | Posición |
| ---------------- | ---- | -------- |
| UK Singles Chart | 1976 | 9        |